# Wereldkampioenschap cricket 1987
Het wereldkampioenschap cricket 1987 was het vierde wereldkampioenschap cricket. Het toernooi werd van 9 oktober tot en met 8 november gehouden in India en Pakistan. Het was het eerste toernooi dat buiten Engeland gehouden werd en er werd nog maar over 50 overs in plaats van 60 per wedstrijd gespeeld. Australië won het toernooi door in het Eden Gardens stadium in Calcutta Engeland met maar 7 runs te kloppen. India werd derde en Pakistan werd vierde. West-Indië stelde teleur en haalde niet eens de halve finale.

## Deelnemende landen en opzet
Alle zeven testlanden, waarbij Zuid-Afrika was uitgesloten, waren direct geplaatst. Via de ICC Trophy 1986 voegde Zimbabwe zich toe aan het deelnemersveld.
De acht landen werden over twee groepen verdeeld waarvan de top twee doorging naar de halve finale.

## Eerste ronde

### Groep A
| Team          | Wd | W | V | RR   | Pnt |
| ------------- | -- | - | - | ---- | --- |
| India         | 6  | 5 | 1 | 5.39 | 20  |
| Australië     | 6  | 5 | 1 | 5.19 | 20  |
| Nieuw-Zeeland | 6  | 2 | 4 | 4.88 | 8   |
| Zimbabwe      | 6  | 0 | 6 | 3.76 | 0   |

| 9-10-1987     | Australië 270/6 (50 ov.)     | India 269/ao (49.5 ov.)         | Australië wint met 1 run         | Chennai, India    |
| 10-10-1987    | Nieuw-Zeeland 242/7 (50 ov.) | Zimbabwe 239/ao (49.4 ov.)      | Nieuw-Zeeland wint met 3 runs    | Haiderabad, India |
| 13-10-1987    | Australië 235/9 (50 ov.)     | Zimbabwe 139/ao (42.4 ov.)      | Australië wint met 96 runs       | Chennai, India    |
| 14-10-1987    | India 252/7 (50 ov.)         | Nieuw-Zeeland 236/8 (50 ov.)    | India wint met 16 runs           | Bangalore, India  |
| 17-10-1987    | Zimbabwe 135/ao (44.2 ov.)   | India 136/2 (27.5 ov.)          | India wint met 8 wickets         | Mumbai, India     |
| 18/19-10-1987 | Australië 199/4 (30 ov.)     | Nieuw-Zeeland 196/9 (30 ov.)    | Australië wint met 3 runs        | Indore, India     |
| 22-10-1987    | India 289/6 (50 ov.)         | Australië 233/ao (49 ov.)       | India wint met 56 runs           | New Delhi, India  |
| 23-10-1987    | Zimbabwe 227/5 (50 ov.)      | Nieuw-Zeeland 228/6 (47.4 ov.)  | Nieuw-Zeeland wint met 4 wickets | Calcutta, India   |
| 26-10-1987    | Zimbabwe 191/7 (50 ov.)      | India 194/3 (42 ov.)            | India wint met 7 wickets         | Ahmebad, India    |
| 27-10-1987    | Australië 251/8 (50 ov.)     | Nieuw-Zeeland 234/ao (48.4 ov.) | Australië wint met 17 runs       | Chandrigah, India |
| 30-10-1987    | Australië 266/5 (50 ov.)     | Zimbabwe 196/6 (50 ov.)         | Australië wint met 70 runs       | Cuttack, India    |
| 31-10-1987    | Nieuw-Zeeland 221/9 (50 ov.) | India 224/1 (32.1 ov.)          | India wint met 9 wickets         | Nagpur, India     |

### Groep B
| Team       | Wd | W | V | RR   | Pnt |
| ---------- | -- | - | - | ---- | --- |
| Pakistan   | 6  | 5 | 1 | 5.01 | 20  |
| Engeland   | 6  | 4 | 2 | 5.12 | 16  |
| West-Indië | 6  | 3 | 3 | 5.16 | 12  |
| Sri Lanka  | 6  | 0 | 6 | 4.04 | 0   |

| 8-10-1987     | Pakistan 267/6 (50 ov.)      | Sri Lanka 252/ao (49.2 ov.)  | Pakistan wint met 15 runs    | Hyderabad, Pakistan  |
| 8-10-1987     | West-Indië 243/7 (50 ov.)    | Engeland 246/8 (49.3 ov.)    | Engeland wint met 2 wickets  | Gujrunwala, Pakistan |
| 12/13-10-1987 | Pakistan 239/7 (50 ov.)      | Engeland 221/ao (48.4 ov.)   | Pakistan wint met 18 runs    | Rawalpindi, Pakistan |
| 13-10-1987    | West-Indië 360/4 (50 ov.)    | Sri Lanka 169/4 (50 ov.)     | West-Indië wint met 191 runs | Karachi, Pakistan    |
| 16-10-1987    | West-Indië 216/ao (49.3 ov.) | Pakistan 217/9 (50 ov.)      | Pakistan wint met 1 wkt      | Lahore, Pakistan     |
| 17-10-1987    | Engeland 296/4 (50 ov.)      | Sri Lanka 158/8 (45 ov.)     | Engeland wint met 108 runs   | Pesjawar, Pakistan   |
| 20-10-1987    | Engeland 244/9 (50 ov.)      | Pakistan 247/3 (49 ov.)      | Pakistan wint met 7 wickets  | Karachi, Pakistan    |
| 21-10-1987    | West-Indië 236/8 (50 ov.)    | Sri Lanka 211/8 (50 ov.)     | West-Indië wint met 25 runs  | Kanpur, India        |
| 25-10-1987    | Pakistan 297/7 (50 ov.)      | Sri Lanka 184/8 (50 ov.)     | Pakistan wint met 113 runs   | Faisalabad, Pakistan |
| 26-10-1987    | Engeland 269/5 (50 ov.)      | West-Indië 235/ao (48.1 ov.) | Engeland wint met 34 runs    | Jaipur, India        |
| 30-10-1987    | Sri Lanka 218/7 (50 ov.)     | Engeland 219/2 (41.2 ov.)    | Engeland wint met 8 wickets  | Poona, India         |
| 30-10-1987    | West-Indië 258/7 (50 ov.)    | Pakistan 230/9 (50 ov.)      | West-Indië wint met 28 runs  | Karachi, Pakistan    |

## Halve finale
| 04-11-1987 | Australië 267/8 (50 ov.) | Pakistan 249/ao (49 ov.) | Australië wint met 18 runs | Lahore, Pakistan |
| 05-11-1987 | Engeland 254/6 (50 ov.)  | India 219/ao (45.3 ov.)  | Engeland wint met 35 runs  | Mumbai, India    |

## Finale
| 08-11-1987 | Engeland 246/8 (50 ov.) | Australië 253/5 (50 ov.) | Australië wint met 7 runs | Calcutta, India |

Regulier wereldkampioenschap (One Day International)
Wereldkampioenschap Twenty20

Wereldkampioenschap testcricket